# Württemberg (Schiff, 1903)
Das Dampfschiff Württemberg war ein Salondampfer der Königlich Württembergischen Staats-Eisenbahnen, der auf dem  Bodensee verkehrte.

## Geschichte

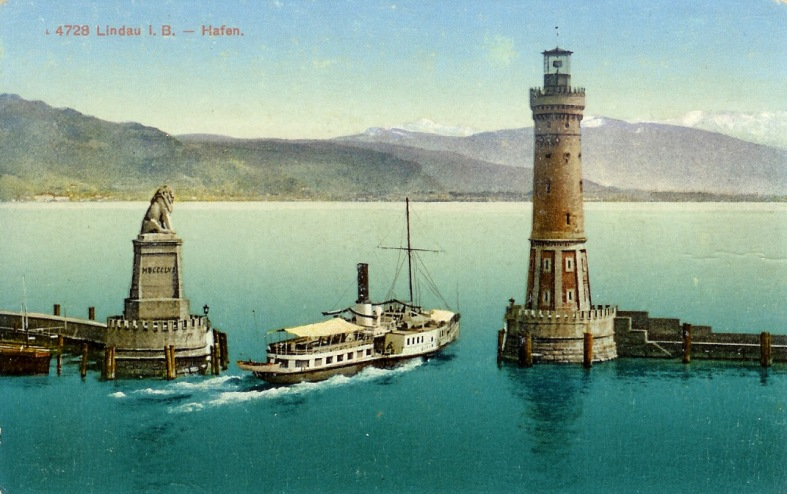
Die Württemberg um 1905 bei der Fahrt aus dem Hafen Lindau

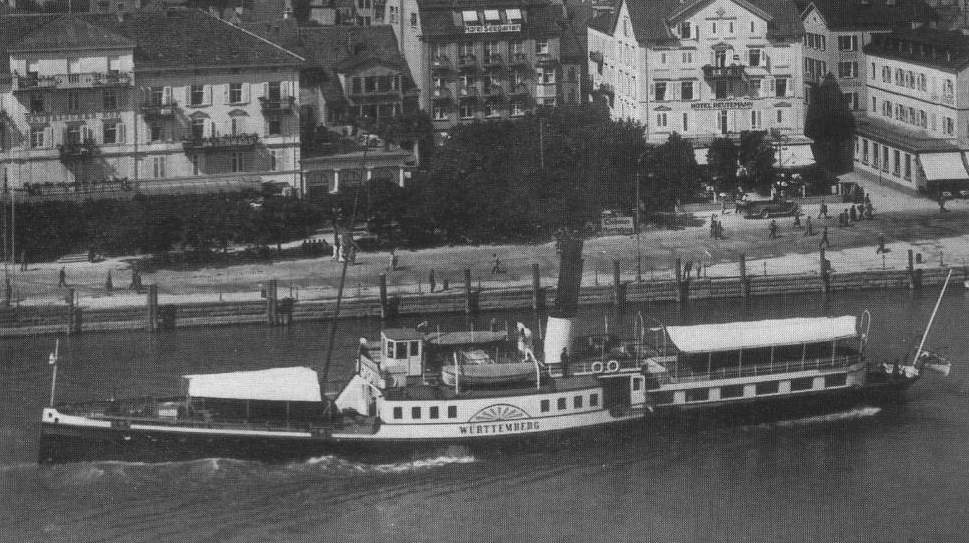
DS Württemberg in den 1920er Jahren im Lindauer Hafen

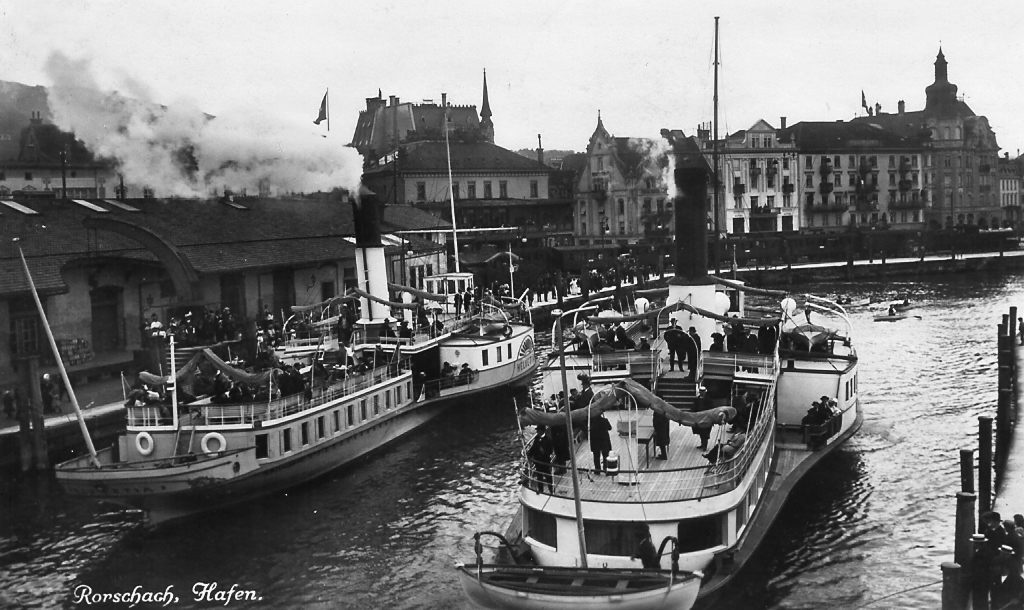
Helvetia und Württemberg (rechts) um 1925 in Rorschach

Der Halbsalondampfer Württemberg war das vierte und letzte Schiff einer vom Aufbau her weitgehend baugleichen Schiffsfamilie, die als „Königsschiffe“ bezeichnet werden. Obwohl sie das Schwesterschiff der König Wilhelm war, wird die Württemberg jedoch nicht direkt zu den „Königsschiffen“ gezählt, da sie keinen Monarchennamen trug. Das von der Maschinenfabrik Kuhn in Stuttgart gebaute Schiff ersetzte den Glattdeckdampfer Württemberg aus dem Jahr 1839.
Obwohl Württemberg seit der Gründung des Deutschen Kaiserreichs 1871 seine Souveränität weitgehend abgegeben hatte, blieben die Eisenbahnen aller drei süddeutschen Länder unter der jeweiligen Landeshoheit. Deswegen fuhr die Württemberg unter der Flagge des Königreichs Württemberg, und nicht unter der Flagge des Kaiserreichs.
Die Württemberg war eine sehr zuverlässige Einheit, die nur zweimal ausfiel. Das erste Mal 1912 aufgrund einer Kollision mit der österreichischen Kaiser Franz Josef I., wobei die Württemberg starke Beschädigungen davontrug. Das zweite Mal in der Nacht zum 25. April 1944, als sie bei der Bombardierung Friedrichshafens im dortigen Hafen lag. Bei dem Bombardement wurden auch Werft und Hafen angegriffen, dabei brannte die aufgedockte Friedrichshafen vollständig aus, die Württemberg sank am Kai liegend auf den Grund des Hafens. Bis zu diesem Zeitpunkt war die Württemberg gemeinsam mit der Hohentwiel die letzten Schiffe, die in grauem Tarnanstrich den Linienverkehr auf dem Obersee aufrechterhielten.
Die Württemberg wurde zwar wieder gehoben, doch die Schäden stellten sich als zu schwerwiegend heraus, so dass das Schiff verschrottet wurde.